# Mykolas Burokevičius
Mykolas Burokevičius, né le 7 octobre 1927 à Alytus et mort le 20 janvier 2016 à Vilnius, est un homme politique lituanien qui a été premier secrétaire du Parti communiste de Lituanie (sur la plate-forme PCUS en 1990-1991). Il a été condamné pour l'organisation de meurtres et blessures pendant les événements de janvier et la création des organisations anti-étatiques.

## Biographie
Après que le Parti communiste de Lituanie a voté pour se séparer du Parti communiste de l'Union soviétique en décembre 1989, il devient le secrétaire général du parti communiste sur la plate-forme PCUS et le 4 mars 1990, il obtient le titre de premier secrétaire. Le programme politique de son parti indique que l'un de ses objectifs est de maintenir la Lituanie dans le cadre de l'URSS. Le 11 mars 1990, la Lituanie proclame son indépendance. Le 11 janvier 1991, le Parti envoie un ultimatum au gouvernement de la Lituanie, lui ordonnant de se conformer à l'exigence du président de l'URSS Mikhaïl Gorbatchev et du Conseil suprême afin de rétablir immédiatement la force juridique de l'URSS et de la constitution de la RSS de Lituanie. Ensuite, le Parti créé le "Comité national Lituanien de sauvetage" (lituanien: Lietuvos nacionalinio gelbėjimo komitetas).
Le 13 janvier 1991, des soldats soviétiques prennent d'assaut la tour de Vilnius. Pendant l'attaque, 14 personnes sont tuées et plus de 600 blessées. Ce jour-là, le Procureur général de Lituanie ouvre une procédure pénale en vertu de l'art. 88, partie 2 du Code pénal de la RSS de Lituanie (tentative de coup d'État). Burokevičius est l'un des accusés. Cependant, il n'est pas arrêté, car après l'effondrement de l'URSS, il s'enfuit en Biélorussie.
Le 15 janvier 1994, il est arrêté à Minsk (avec son collègue Juozas Jermalavičius) et extradé vers la Lituanie. Cinq autres personnes sont jugées pour leur implication dans ces événements, de novembre 1996 à août 1999. Le 23 août 1999, Burokevičius est condamné pour organisation de meurtres et blessures, création d'organisations anti-étatiques, à 12 ans de prison,,,. Il a été libéré le 13 janvier 2006. Il mort à Vilnius le 20 janvier 2016.